# Émile Allais
Émile Allais (25 de febrero de 1912 - 17 de octubre de 2012) fue un campeón esquiador alpino de Francia; ganó los tres eventos en los campeonatos del mundo de 1937 en Chamonix y el oro en el combinado de 1938. Nacido en Megève, fue un corredor dominante en la década de 1930 y se considera que ha sido el primer gran esquiador alpino francés.
En diciembre de 2005, a los 93 años de edad Allais hizo el viaje al Senado francés en París, donde tuvo el honor, junto con una serie de otros instructores de esquí. Su vida ha sido todo sobre el esquí; aprendió esquí desde muy temprano, corrió por toda Europa, entonces entrenando al equipo de esquí olímpico francés durante siete años. Allais luchó en la Segunda Guerra Mundial en los esquís, e incluso cortejó a su esposa en una reunión de esquí. Cumplió 100 años en febrero de 2012.
Allais murió después de una enfermedad en un hospital de Sallanches en los Alpes franceses, el 17 de octubre de 2012.
Un telesilla de la estación de esquí Sierra Nevada en Granada (España) fue nombrado Emile Allais en su honor 